# D'Youville University
La D'Youville University è un'università privata di indirizzo cattolico con sede a Buffalo, nello stato americano di New York.
Le sue origini si ricollegano a una scuola femminile, la The Holy Angels Infirmary Academy and Industrial School, aperta nel 1865 a Buffalo dalle Suore grigie del Sacro Cuore. La scuola ricevette il grado di college nel 1908 dallo stato di New York e prese il nome dalla fondatrice delle suore grigie, Marie-Marguerite d'Youville.